# Seleção Eslovena de Voleibol Masculino
A seleção eslovena de voleibol masculino é a equipe nacional de voleibol masculino da Eslovênia, organizada e gerenciada pela Federação Eslovena de Voleibol (em esloveno:  Odbojkarska Zveza Slovenije, OZS). Encontra-se na 4ª posição do ranking mundial da FIVB segundo dados de 31 de agosto de 2024.

## Resultados obtidos nos principais campeonatos

### Jogos Olímpicos
| Ano  | Sede  | Classificação |
| ---- | ----- | ------------- |
| 2024 | Paris | 5º            |

### Campeonato Mundial
| Ano  | Sede                | Classificação |
| ---- | ------------------- | ------------- |
| 2018 | Bulgária / Itália   | 12º           |
| 2022 | Eslovênia / Polónia | 4º            |

### Copa do Mundo
| Ano  | Sede  | Classificação |
| ---- | ----- | ------------- |
| 2023 | Japão | 3º            |

### Copa dos Campeões
A seleção eslovena nunca participou da Copa dos Campeões.

### Liga das Nações
| Ano  | Sede    | Classificação |
| ---- | ------- | ------------- |
| 2021 | Rimini  | 4º            |
| 2022 | Bolonha | 10º           |
| 2023 | Gdansk  | 7º            |
| 2024 | Łódź    | 4°            |
| 2025 | Ningbo  | 4°            |

### Campeonato Europeu
| Ano  | Sede                                            | Classificação |
| ---- | ----------------------------------------------- | ------------- |
| 1991 | Chéquia                                         | 12º           |
| 2007 | Rússia                                          | 16º           |
| 2009 | Turquia                                         | 15º           |
| 2011 | Áustria / Chéquia                               | 9º            |
| 2013 | Dinamarca / Polónia                             | 13º           |
| 2015 | Bulgária / Itália                               | 2º            |
| 2017 | Polónia                                         | 8º            |
| 2019 | Bélgica / Eslovênia / França / Países Baixos    | 2º            |
| 2021 | Estónia / Finlândia / Polónia / Chéquia         | 2º            |
| 2023 | Bulgária / Israel / Itália / Macedônia do Norte | 3º            |

### Liga Europeia
| Ano  | Sede         | Classificação |
| ---- | ------------ | ------------- |
| 2007 | Portimão     | 4º            |
| 2011 | Košice       | 3º            |
| 2014 | Podgoritza   | 3º            |
| 2015 | Wałbrzych    | 1º            |
| 2018 | Karlovy Vary | 12º           |

### Liga Mundial
| Ano  | Sede     | Classificação |
| ---- | -------- | ------------- |
| 2016 | Cracóvia | 25º           |
| 2017 | Curitiba | 13º           |

### Challenger Cup
| Ano  | Sede      | Classificação |
| ---- | --------- | ------------- |
| 2019 | Liubliana | 1º            |

## Medalhas
| Evento             | Ouro | Prata | Bronze | Total |
| ------------------ | ---- | ----- | ------ | ----- |
| Jogos Olímpicos    | 0    | 0     | 0      | 0     |
| Campeonato Mundial | 0    | 0     | 0      | 0     |
| Copa do Mundo      | 0    | 0     | 1      | 1     |
| Copa dos Campeões  | 0    | 0     | 0      | 0     |
| Liga Mundial       | 0    | 0     | 0      | 0     |
| Liga das Nações    | 0    | 0     | 0      | 0     |
| Campeonato Europeu | 0    | 3     | 1      | 4     |
| Liga Europeia      | 1    | 0     | 2      | 3     |
| Challenger Cup     | 1    | 0     | 0      | 1     |
| Total              | 2    | 3     | 4      | 9     |

## Elenco atual
Última convocação realizada para a disputa do Campeonato Mundial de 2022.
Técnico:  Gheorghe Crețu
| Camisa | Jogador          | Posição    | Altura (m) | Peso (kg) | Clube atual              |
| ------ | ---------------- | ---------- | ---------- | --------- | ------------------------ |
| 1      | Tonček Štern     | Oposto     | 2,00       | 93        | Olympiacos               |
| 2      | Alen Pajenk      | Central    | 2,03       | 92        | Olympiacos               |
| 4      | Jan Kozamernik   | Central    | 2,03       | 93        | Asseco Resovia Rzeszów   |
| 6      | Mitja Gasparini  | Oposto     | 2,01       | 94        | Foolad Sirjan Iranian    |
| 9      | Dejan Vinčić     | Levantador | 2,00       | 91        | VfB Friedrichshafen      |
| 10     | Sašo Štalekar    | Central    | 2,14       | 98        | Berlin Recycling Volleys |
| 11     | Danijel Koncilja | Central    | 2,01       | 95        | ACH Volley Ljubljana     |
| 12     | Jan Klobučar     | Ponteiro   | 1,94       | 92        | Calcit Kamnik            |
| 13     | Jani Kovačič     | Líbero     | 1,86       | 83        | ACH Volley Ljubljana     |
| 14     | Žiga Štern       | Ponteiro   | 1,93       | 88        | VfB Friedrichshafen      |
| 16     | Gregor Ropret    | Levantador | 1,92       | 91        | Sir Safety Susa Perugia  |
| 17     | Tine Urnaut      | Ponteiro   | 1,99       | 87        | JTEKT Stings             |
| 18     | Klemen Čebulj    | Ponteiro   | 2,02       | 92        | Asseco Resovia Rzeszów   |
| 19     | Rok Možič        | Ponteiro   | 2,00       | 78        | Verona Volley            |